# Pillpinto (distrito)
O distrito peruano de Pillpinto é um dos 9 distritos da Província de Paruro, situada no Departamento de Cusco, Peru.

## Transporte
O distrito de Pillpinto é servido pela seguinte rodovia:
- CU-129, que liga o distrito de Livitaca à cidade de Accha
- CU-117, que liga o distrito de Checacupe à cidade de Cusco[1][2][3]